# Csernek vára
Csernek vára (horvátul: Dvorac Cernik), várkastély Horvátországban, az Újgradiskától északra fekvő Csernek községben.

## Fekvése
Csernek központjának északi részén, egy park közepén áll.

## Története
Csernek középkori vára 1372-ben tűnik fel először az oklevelekben. 1514-ben húsz környékbeli falu tartozott az uradalmához. 1536-ban a közeli várakkal együtt elfoglalta a török. A török uralom alatt a vár melletti település mezővárosként az újjászervezett uradalom központja és szandzsákszékhely lett. 1595-ben a Herberstein és Lenkovich vezette keresztény sereg átmenetileg már visszafoglalta a cserneki várat, de a térség csak 1691-ben szabadult fel végleg a török uralom alól. Kamarai birtok volt, majd 1707-től Petrás Miksa báró birtoka. A Petrás családtól Cserneket 1753-ban, nemes Markovich Márk vette meg, akinek István nevű fia a várat barokk várkastéllyá építtette át. 1798-tól tulajdonosai gyakran változtak.

## A vár mai állapota
Csernek vára valószínűleg a 14. században épült, első említése 1372-ben történt. 1536-ban elfoglalta a török, majd megerősítette. A Cserneki szandzsák központja volt. A keresztény seregek a 17. század végén foglalták vissza. A középkori várat annak megakadályozására, hogy a török újra elfoglalja és megerősítse lerombolták. Helyén építették fel a 18. században a ma is látható barokk várkastélyt, melyet tulajdonosai többször átépítettek. Utolsó átépítése 1919-ben történt. A második világháború után az épületet magára hagyták és pusztulásnak indult. A honvédő háborúban súlyos sérüléseket szenvedett, sőt a golyóütötte nyomok most is jól megfigyelhetők. Az épület egyemeletes, négyszög alaprajzú, belső udvarral, sarkain kerek tornyokkal. A déli főhomlokzatot reprezentatív barokk kapuzat díszíti. Az épület belülről nem látogatható. A kastélyt övező parkot a mai igényeknek megfelelően szabadidős térré alakították át.